# DJ Shog/Diskografie
Diese Diskografie ist eine Übersicht über die musikalischen Werke des deutschen Trance-DJs DJ Shog und seiner Pseudonyme wie Dream Dance Alliance, Sway Grey, Jonny Nevs und Reeco sowie seiner diversen Zusammenarbeiten. Seine erfolgreichste Veröffentlichung ist die Top-30-Single Reach Out.

## Alben

### Studioalben
| Jahr | Titel Musiklabel             | Höchstplatzierung, Gesamtwochen, AuszeichnungChartplatzierungen (Jahr, Titel, Musiklabel, Platzierungen, Wochen, Auszeichnungen, Anmerkungen) | Höchstplatzierung, Gesamtwochen, AuszeichnungChartplatzierungen (Jahr, Titel, Musiklabel, Platzierungen, Wochen, Auszeichnungen, Anmerkungen) | Höchstplatzierung, Gesamtwochen, AuszeichnungChartplatzierungen (Jahr, Titel, Musiklabel, Platzierungen, Wochen, Auszeichnungen, Anmerkungen) | Höchstplatzierung, Gesamtwochen, AuszeichnungChartplatzierungen (Jahr, Titel, Musiklabel, Platzierungen, Wochen, Auszeichnungen, Anmerkungen) | Anmerkungen                           |
| Jahr | Titel Musiklabel             | DE | AT | CH | UK | Anmerkungen                           |
| ---- | ---------------------------- | --- | --- | --- | --- | ------------------------------------- |
| 2006 | My Sound Sony BMG (Sony BMG) | DE55 (4 Wo.)DE | — | — | — | Erstveröffentlichung: 6. Januar 2006  |
| 2007 | 2Faces Sony BMG (Sony BMG)   | DE94 (1 Wo.)DE | — | — | — | Erstveröffentlichung: 24. August 2007 |

### Gemeinschaftsalben
| Jahr | Titel Musiklabel                      | Höchstplatzierung, Gesamtwochen, AuszeichnungChartplatzierungen (Jahr, Titel, Musiklabel, Platzierungen, Wochen, Auszeichnungen, Anmerkungen) | Höchstplatzierung, Gesamtwochen, AuszeichnungChartplatzierungen (Jahr, Titel, Musiklabel, Platzierungen, Wochen, Auszeichnungen, Anmerkungen) | Höchstplatzierung, Gesamtwochen, AuszeichnungChartplatzierungen (Jahr, Titel, Musiklabel, Platzierungen, Wochen, Auszeichnungen, Anmerkungen) | Höchstplatzierung, Gesamtwochen, AuszeichnungChartplatzierungen (Jahr, Titel, Musiklabel, Platzierungen, Wochen, Auszeichnungen, Anmerkungen) | Anmerkungen                             |
| Jahr | Titel Musiklabel                      | DE | AT | CH | UK | Anmerkungen                             |
| ---- | ------------------------------------- | --- | --- | --- | --- | --------------------------------------- |
| 2009 | Dolphin’s Dream DDA Sony Music (Sony) | DE76 (2 Wo.)DE | — | — | — | Erstveröffentlichung: 9. Januar 2009    |
| 2011 | Dolphin’s Dream DDA Sony Music (Sony) | — | — | — | — | Erstveröffentlichung: 30. Dezember 2011 |

### Kompilationen
| Jahr | Titel Musiklabel           | Anmerkungen                           |
| ---- | -------------------------- | ------------------------------------- |
| 2013 | 10 Years Sony Music (Sony) | Erstveröffentlichung: 11. Januar 2013 |

### EPs
| Jahr | Titel Musiklabel                             | Anmerkungen                                   |
| ---- | -------------------------------------------- | --------------------------------------------- |
| 2021 | Lost Classics Planet Love Classics 3.0 (PLC) | Erstveröffentlichung: 23. April 2021 mit York |

## Singles

### Als Leadmusiker
| Jahr | Titel Album                                                                 | Höchstplatzierung, Gesamtwochen, AuszeichnungChartplatzierungen (Jahr, Titel, Album, Platzierungen, Wochen, Auszeichnungen, Anmerkungen) | Höchstplatzierung, Gesamtwochen, AuszeichnungChartplatzierungen (Jahr, Titel, Album, Platzierungen, Wochen, Auszeichnungen, Anmerkungen) | Höchstplatzierung, Gesamtwochen, AuszeichnungChartplatzierungen (Jahr, Titel, Album, Platzierungen, Wochen, Auszeichnungen, Anmerkungen) | Höchstplatzierung, Gesamtwochen, AuszeichnungChartplatzierungen (Jahr, Titel, Album, Platzierungen, Wochen, Auszeichnungen, Anmerkungen) | Anmerkungen |
| Jahr | Titel Album                                                                 | DE | AT | CH | UK | Anmerkungen |
| ---- | --------------------------------------------------------------------------- | --- | --- | --- | --- | --- |
| 2001 | Concentration –                                                             | — | — | — | — | Erstveröffentlichung: 2001 mit Matthias Gehrmann als Parashog |
| 2001 | This Is My Sound My Sound                                                   | DE54 (5 Wo.)DE | — | — | UK40 (2 Wo.)UK | Erstveröffentlichung: 2001 |
| 2002 | The 2nd Dimension My Sound                                                  | DE62 (3 Wo.)DE | — | — | — | Erstveröffentlichung: 12. April 2002 |
| 2003 | On the Beach –                                                              | — | — | — | — | Erstveröffentlichung: 27. Mai 2003 mit Torsten Stenzel als Trance Angel |
| 2003 | Another World My Sound                                                      | DE35 (14 Wo.)DE | — | — | — | Erstveröffentlichung: 21. Juli 2003 |
| 2004 | Live 4 Music My Sound                                                       | DE39 (6 Wo.)DE | — | — | — | Erstveröffentlichung: 18. März 2004 |
| 2005 | Running Water My Sound                                                      | DE49 (7 Wo.)DE | — | — | — | Erstveröffentlichung: 4. Juli 2005 |
| 2005 | Don’t Stop / Go My Sound                                                    | — | — | — | — | Erstveröffentlichung: 14. Oktober 2005 |
| 2005 | Bells of Heaven DDA Dolphin’s Dream • Dream Dance, Volume 37                | — | — | — | — | Erstveröffentlichung: 20. Oktober 2005 |
| 2005 | Jealousy My Sound                                                           | — | — | — | — | Erstveröffentlichung: 18. November 2005 |
| 2005 | Ayer’s Rock DDA Dolphin’s Dream • Dream Dance, Volume 38                    | — | — | — | — | Erstveröffentlichung: 19. Dezember 2005 |
| 2006 | Butterfly DDA Dolphin’s Dream • Dream Dance, Volume 39                      | — | — | — | — | Erstveröffentlichung: 13. April 2006 |
| 2006 | In10city DDA Dolphin’s Dream • Dream Dance, Volume 40                       | — | — | — | — | Erstveröffentlichung: 3. Juli 2006 |
| 2007 | Shinobi DDA Dolphin’s Dream • Dream Dance, Volume 43                        | — | — | — | — | Erstveröffentlichung: 1. März 2007 |
| 2007 | Stranger on This Planet 2Faces                                              | DE75 (4 Wo.)DE | — | — | — | Erstveröffentlichung: 7. April 2007 |
| 2007 | Sleepwalking Dream Dance, Volume 43                                         | — | — | — | — | Erstveröffentlichung: 14. Mai 2007 mit Torsten Stenzel als Mandala Bros. |
| 2007 | A Day at the Beach DDA Dolphin’s Dream • Dream Dance, Volume 44             | — | — | — | — | Erstveröffentlichung: 1. Juni 2007 |
| 2007 | Another World, Part II 2Faces                                               | DE99 (1 Wo.)DE | — | — | — | Erstveröffentlichung: 17. August 2007 |
| 2007 | Euphorica DDA Dolphin’s Dream • Dream Dance, Volume 45                      | — | — | — | — | Erstveröffentlichung: 17. September 2007 |
| 2007 | Remember DDA Dolphin’s Dream • Dream Dance, Volume 46                       | — | — | — | — | Erstveröffentlichung: 1. Dezember 2007 |
| 2008 | Feel Me (Through the Radio) 2Faces                                          | — | — | — | — | Erstveröffentlichung: 7. März 2008 |
| 2008 | Spring Forward and Fall Behind DDA Dolphin’s Dream • Dream Dance, Volume 47 | — | — | — | — | Erstveröffentlichung: 24. März 2008 |
| 2008 | Fallin Dream Dance, Volume 46                                               | — | — | — | — | Erstveröffentlichung: 7. Juli 2008 als Mandala Bros. |
| 2008 | Summer Dreams DDA Dolphin’s Dream • Dream Dance, Volume 48                  | — | — | — | — | Erstveröffentlichung: 15. Juli 2008 |
| 2008 | Eat Dis Dream Dance, Volume 35                                              | — | — | — | — | Erstveröffentlichung: 11. August 2008 mit Torsten Stenzel als Mindhunters |
| 2008 | Memento DDA Dolphin’s Dream • Dream Dance, Volume 41                        | — | — | — | — | Erstveröffentlichung: 11. August 2008 |
| 2008 | Mental Thing Dream Dance, Volume 48                                         | — | — | — | — | Erstveröffentlichung: 22. August 2008 mit Slobodan Petrovic Jr. als Driver & Face |
| 2008 | The Beauty Dream Dance, Volume 49                                           | — | — | — | — | Erstveröffentlichung: 17. September 2008 mit Torsten Stenzel als Jolly Harbour |
| 2008 | Remember December 2Faces                                                    | — | — | — | — | Erstveröffentlichung: 29. September 2008 |
| 2008 | Overnight DDA Dolphin’s Dream • Dream Dance, Volume 49                      | — | — | — | — | Erstveröffentlichung: 10. November 2008 |
| 2009 | When I Listen to Music DDA Dolphin’s Dream • Dream Dance, Volume 50         | — | — | — | — | Erstveröffentlichung: 19. Januar 2009 |
| 2009 | Time Out DDA Frozen • Dream Dance, Volume 51                                | DE91 (2 Wo.)DE | — | — | — | Erstveröffentlichung: 3. April 2009 |
| 2009 | Never Alone DDA Frozen • Dream Dance, Volume 52                             | — | — | — | — | Erstveröffentlichung: 3. Juli 2009 |
| 2009 | Danced into the Moonlight DDA Frozen • Dream Dance, Volume 53               | — | — | — | — | Erstveröffentlichung: 2. Oktober 2009 |
| 2009 | Amazing Dream Dance, Volume 53                                              | — | — | — | — | Erstveröffentlichung: 16. Oktober 2009 als Mandala Bros. |
| 2010 | Eiskalt DDA Frozen • Dream Dance, Volume 54                                 | — | — | — | — | Erstveröffentlichung: 1. Februar 2010 |
| 2010 | Was It the Sunlight Dream Dance, Volume 54                                  | — | — | — | — | Erstveröffentlichung: 1. März 2010 als Mandala Bros. |
| 2010 | I Finally Found 10 Years                                                    | — | — | — | — | Erstveröffentlichung: 26. März 2010 |
| 2010 | Live for the Moment DDA Frozen • Dream Dance, Volume 55                     | — | — | — | — | Erstveröffentlichung: 9. April 2010 |
| 2010 | Turn Around Dream Dance, Volume 56                                          | — | — | — | — | Erstveröffentlichung: 14. Mai 2010 mit Philipp Franecki & Achim Hox als George Fate |
| 2010 | Ivory Dream Dance, Volume 56                                                | — | — | — | — | Erstveröffentlichung: 17. Mai 2010 mit Michael-Lee Bock & Nils Karsten als Golden Coast |
| 2010 | Don’t Let Go –                                                              | — | — | — | — | Erstveröffentlichung: 2. Juli 2010 mit David Kolodziej, Michel Schuhmacher & Torsten Stenzel als Stereo Lovers feat. Narany                                                                           |
| 2010 | Fly Away DDA Frozen • Dream Dance, Volume 56                                | — | — | — | — | Erstveröffentlichung: 9. Juli 2010 |
| 2010 | Farben Dream Dance, Volume 57                                               | — | — | — | — | Erstveröffentlichung: 1. Oktober 2010 mit Jürgen Frosch als Colina |
| 2010 | These Walls DDA Frozen • Dream Dance, Volume 57                             | — | — | — | — | Erstveröffentlichung: 1. Oktober 2010 |
| 2010 | I Believe Dream Dance, Volume 57                                            | — | — | — | — | Erstveröffentlichung: 12. Dezember 2010 als Golden Coast |
| 2011 | Snowflakes DDA Frozen • Dream Dance, Volume 58                              | — | — | — | — | Erstveröffentlichung: 7. Januar 2011 |
| 2011 | Listen! DDA Frozen • Dream Dance, Volume 59                                 | — | — | — | — | Erstveröffentlichung: 8. April 2011 |
| 2011 | Love & Peace Dream Dance, Volume 53                                         | — | — | — | — | Erstveröffentlichung: 20. Juni 2011 als Driver & Face |
| 2011 | Moving On DDA Frozen • Dream Dance, Volume 60                               | DE97 (1 Wo.)DE | — | — | — | Erstveröffentlichung: 8. Juli 2011 |
| 2011 | ComeBack 10 Years                                                           | — | — | — | — | Erstveröffentlichung: 22. Juli 2011 |
| 2011 | Return to India Dream Dance, Volume 60                                      | — | — | — | — | Erstveröffentlichung: 22. Juli 2011 als Mandala Bros. |
| 2011 | Gold DDA Frozen • Dream Dance, Volume 61                                    | — | — | — | — | Erstveröffentlichung: 7. Oktober 2011 |
| 2011 | Frozen DDA Frozen • Dream Dance, Volume 62                                  | — | — | — | — | Erstveröffentlichung: 30. Dezember 2011 |
| 2012 | Du & ich Dream Dance, Volume 62                                             | — | — | — | — | Erstveröffentlichung: 6. Januar 2012 als Colina |
| 2012 | Fresh Breeze DDA Dream Dance, Volume 63                                     | — | — | — | — | Erstveröffentlichung: 6. April 2012 |
| 2012 | Annual Dreams 10 Years                                                      | — | — | — | — | Erstveröffentlichung: 6. Juli 2012 |
| 2012 | Free Falling DDA Dream Dance, Volume 64                                     | — | — | — | — | Erstveröffentlichung: 6. Juli 2012 |
| 2012 | Küss mich, halt mich, lieb mich –                                           | DE— aDE | — | — | — | Erstveröffentlichung: 28. September 2012 mit Hanno Lohse, Dietmar Pollmann & Kristian Sandberg als Leuchtturm & Ella Endlich; Original: Karel Svoboda – Drei Haselnüsse für Aschenbrödel (Einleitung) |
| 2013 | We Don’t Stop –                                                             | — | — | — | — | Erstveröffentlichung: 1. Februar 2013 mit Jürgen Frosch als Chakkari |
| 2013 | Deep Ocean DDA Dream Dance, Volume 66                                       | — | — | — | — | Erstveröffentlichung: 5. April 2013 |
| 2013 | Electricity DDA Dream Dance, Volume 67                                      | — | — | — | — | Erstveröffentlichung: 5. April 2013 |
| 2013 | Fireflight Dream Dance, Volume 67                                           | — | — | — | — | Erstveröffentlichung: 5. April 2013 vs. Aboutblank & KLC |
| 2013 | September Wind DDA Dream Dance, Volume 65                                   | — | — | — | — | Erstveröffentlichung: 5. April 2013 |
| 2013 | Hello Dream Dance, Volume 67                                                | — | — | — | — | Erstveröffentlichung: 10. Mai 2013 als Colina feat. Tommy Clint |
| 2013 | Unsichtbar –                                                                | — | — | — | — | Erstveröffentlichung: 10. Mai 2013 als Colina |
| 2013 | A.F.R.I.C.A. –                                                              | — | — | — | — | Erstveröffentlichung: 3. Juni 2013 vs. York feat. Vintage & Morelli |
| 2013 | Diving DDA Dream Dance, Volume 68                                           | — | — | — | — | Erstveröffentlichung: 5. Juli 2013 |
| 2013 | The Beauty Dream Dance, Volume 68                                           | — | — | — | — | Erstveröffentlichung: 5. Juli 2013 vs. CJ Stone |
| 2013 | Bright Eyed –                                                               | — | — | — | — | Erstveröffentlichung: 4. Oktober 2013 vs. Aboutblank & KLC |
| 2013 | Typhoon DDA Dream Dance, Volume 69                                          | — | — | — | — | Erstveröffentlichung: 4. Oktober 2013 |
| 2013 | Tonight Dream Dance, Volume 55                                              | — | — | — | — | Erstveröffentlichung: 8. November 2013 mit Claus Terhoeven als Chris Campell |
| 2014 | Love DDA Dream Dance, Volume 70                                             | — | — | — | — | Erstveröffentlichung: 3. Januar 2014 |
| 2014 | DNA Dream Dance, Volume 71                                                  | — | — | — | — | Erstveröffentlichung: 7. Februar 2014 |
| 2014 | I Lost Myself –                                                             | — | — | — | — | Erstveröffentlichung: 4. Juli 2014 |
| 2014 | Hide & Seek (Children 2014) Dream Dance, Volume 73                          | — | — | — | — | Erstveröffentlichung: 3. Oktober 2014 Original: Robert Miles |
| 2015 | Anywhere (Luvstruck 2014) DDA Dream Dance, Volume 71                        | — | — | — | — | Erstveröffentlichung: 9. Januar 2015 Original: Southside Spinners |
| 2015 | Forever DDA Dream Dance, Volume 73                                          | — | — | — | — | Erstveröffentlichung: 9. Januar 2015 |
| 2015 | God Is a DJ DDA Dream Dance, Volume 72                                      | — | — | — | — | Erstveröffentlichung: 9. Januar 2015 Original: Faithless |
| 2015 | I’m Alone –                                                                 | — | — | — | — | Erstveröffentlichung: 9. Januar 2015 feat. Drew Love |
| 2015 | Wonderful World DDA Dream Dance, Volume 74                                  | — | — | — | — | Erstveröffentlichung: 9. Januar 2015 Original: Schiller – Das Glockenspiel |
| 2015 | Caribbean Dreams (Rise Up Tonight) –                                        | — | — | — | — | Erstveröffentlichung: 23. Januar 2015 mit Torsten Stenzel als Mann & Meer |
| 2015 | Superstars (Tonight) –                                                      | — | — | — | — | Erstveröffentlichung: 23. Januar 2015 mit Steven Bashir & Roman Lüth als Rush Hour |
| 2015 | Secrets DDA Dream Dance, Volume 75                                          | — | — | — | — | Erstveröffentlichung: 10. April 2015 Original: Absolom |
| 2015 | Son of California Dream Dance, Volume 75                                    | — | — | — | — | Erstveröffentlichung: 10. April 2015 mit Adam van Garrel |
| 2015 | Home Dream Dance, Volume 76                                                 | — | — | — | — | Erstveröffentlichung: 3. Juli 2015 feat. Far Away |
| 2015 | Summer Nights DDA Dream Dance, Volume 76                                    | — | — | — | — | Erstveröffentlichung: 3. Juli 2015 |
| 2015 | Fly DDA Dream Dance, Volume 77                                              | — | — | — | — | Erstveröffentlichung: 27. November 2015 |
| 2016 | Freak Out DDA Dream Dance, Volume 78                                        | — | — | — | — | Erstveröffentlichung: 8. Januar 2016 |
| 2016 | Where Did You Go Dream Dance, Volume 78                                     | — | — | — | — | Erstveröffentlichung: 8. Januar 2016 feat. Jenson |
| 2016 | Breathe Again Dream Dance, Volume 77                                        | — | — | — | — | Erstveröffentlichung: 18. März 2016 feat. Harry Brooks |
| 2016 | In the Air Tonight –                                                        | — | — | — | — | Erstveröffentlichung: 6. Mai 2016 Original: Phil Collins |
| 2016 | Sing Forever –                                                              | — | — | — | — | Erstveröffentlichung: 5. August 2016 feat. Fabrizio Levita |
| 2016 | Beautiful Colors DDA Dream Dance, Volume 81                                 | — | — | — | — | Erstveröffentlichung: 7. Oktober 2016 |
| 2016 | Catch Dream Dance, Volume 79                                                | — | — | — | — | Erstveröffentlichung: 4. November 2016 feat. Eric Lumiere |
| 2016 | Ready for Christmas –                                                       | — | — | — | — | Erstveröffentlichung: 25. Dezember 2016 mit Frank Fritze & Björn Ole Pörksen als Riva Elegance feat. Elaine Winter                                                                                    |
| 2017 | Croatia Dream Dance, Volume 82                                              | — | — | — | — | Erstveröffentlichung: 6. Januar 2017 mit Stefan Brünig als S&S |
| 2017 | Light Up the Sky –                                                          | — | — | — | — | Erstveröffentlichung: 14. April 2017 mit Stefan Brünig als Lioness Waves |
| 2017 | Like I Do Dream Dance, Volume 83                                            | — | — | — | — | Erstveröffentlichung: 5. Mai 2017 |
| 2017 | Magwala Dream Dance, Volume 83                                              | — | — | — | — | Erstveröffentlichung: 17. Mai 2017 als S&S |
| 2017 | Regenbogen –                                                                | — | — | — | — | Erstveröffentlichung: 19. Mai 2017 als Jonny Nevs |
| 2017 | Happy End –                                                                 | — | — | — | — | Erstveröffentlichung: 29. Mai 2017 mit Andreas Beiderwieden als Sonnenallee |
| 2017 | Full Control DDA Dream Dance, Volume 83                                     | — | — | — | — | Erstveröffentlichung: 30. Juni 2017 |
| 2017 | Rainy Day –                                                                 | — | — | — | — | Erstveröffentlichung: 7. Juli 2017 mit Stefan Brünig als Crzy & Stephen Oaks feat. Sean Paul |
| 2017 | Tanzania –                                                                  | — | — | — | — | Erstveröffentlichung: 10. Juli 2017 mit Cabriolet Paris als Reeco |
| 2017 | Satellite –                                                                 | — | — | — | — | Erstveröffentlichung: 11. Juli 2017 als Riva Elegance |
| 2017 | Little Time –                                                               | — | — | — | — | Erstveröffentlichung: 29. September 2017 als Lioness Waves |
| 2018 | Go Back Dream Dance, Volume 84                                              | — | — | — | — | Erstveröffentlichung: 5. Januar 2018 als S&S |
| 2018 | Without You –                                                               | — | — | — | — | Erstveröffentlichung: 5. Januar 2018 mit Roger Shah |
| 2018 | The Tribe –                                                                 | — | — | — | — | Erstveröffentlichung: 19. Januar 2018 mit Andreas Beiderwieden als We Do Voodoo |
| 2018 | We’ll Be Ok –                                                               | — | — | — | — | Erstveröffentlichung: 22. Juni 2018 |
| 2018 | Moments in Love Dream Dance, Volume 85                                      | — | — | — | — | Erstveröffentlichung: 29. Juni 2018 als S&S |
| 2018 | Was für ein Sommer –                                                        | — | — | — | — | Erstveröffentlichung: 20. Juli 2018 mit Achim Hox als Alanya |
| 2018 | Hurricane –                                                                 | — | — | — | — | Erstveröffentlichung: 3. August 2018 als Crzy |
| 2019 | Talk to Me Dream Dance, Volume 86                                           | — | — | — | — | Erstveröffentlichung: 4. Januar 2019 mit Stefan Brünig als She + Me |
| 2019 | This Is 4 U –                                                               | — | — | — | — | Erstveröffentlichung: 4. Januar 2019 |
| 2019 | You Gotta Say Yes to Another Excess Dream Dance, Volume 86                  | — | — | — | — | Erstveröffentlichung: 21. Juni 2019 als We Do Voodoo |
| 2019 | Into You –                                                                  | — | — | — | — | Erstveröffentlichung: 5. Juli 2019 |
| 2020 | Save Me from Myself DDA Dream Dance, Volume 88                              | — | — | — | — | Erstveröffentlichung: 10. Januar 2020 |
| 2020 | Under the Moonlight DDA Dream Dance, Volume 89                              | — | — | — | — | Erstveröffentlichung: 3. Juli 2020 |
| 2020 | Dress My Bitch Up –                                                         | — | — | — | — | Erstveröffentlichung: 14. August 2020 als Riva Elegance |
| 2020 | Scream Dream Dance, Volume 39                                               | — | — | — | — | Erstveröffentlichung: 18. September 2020 als Mindhunters |
| 2020 | Crying –                                                                    | — | — | — | — | Erstveröffentlichung: 13. November 2020 mit Torsten Stenzel als Le Soleil |
| 2020 | Everybody Clap –                                                            | — | — | — | — | Erstveröffentlichung: 27. November 2020 mit Torsten Stenzel als ClapHeads |
| 2021 | Legacy DDA Dream Dance, Volume 90                                           | — | — | — | — | Erstveröffentlichung: 8. Januar 2021 |
| 2021 | Adagio for Strings DDA –                                                    | — | — | — | — | Erstveröffentlichung: 26. März 2021 |
| 2021 | Music Is My Therapy DDA Dream Dance, Volume 91                              | — | — | — | — | Erstveröffentlichung: 2. Juli 2021 |
| 2021 | Terminal 6 –                                                                | — | — | — | — | Erstveröffentlichung: 13. August 2021 als Riva Elegance |
| 2022 | Hypnotized DDA Dream Dance, Volume 92                                       | — | — | — | — | Erstveröffentlichung: 7. Januar 2022 |
| 2022 | Make the Sun Rise 2Faces                                                    | — | — | — | — | Erstveröffentlichung: 7. Januar 2022 (Remix) |
| 2022 | Braveheart –                                                                | — | — | — | — | Erstveröffentlichung: 6. Mai 2022 als We Do Voodoo feat. Amfree |
| 2022 | Turn Off the Lights –                                                       | — | — | — | — | Erstveröffentlichung: 1. Juli 2022 feat. Danny Fervent |
| 2022 | Chasing Stars DDA Dream Dance, Volume 93                                    | — | — | — | — | Erstveröffentlichung: 22. Juli 2022 |
| 2022 | Boys of Summer –                                                            | — | — | — | — | Erstveröffentlichung: 29. Juli 2022 feat. Amfree & Naava; Original: Don Henley |
| 2022 | I Cant Make You Love Me –                                                   | — | — | — | — | Erstveröffentlichung: 5. August 2022 als Sway Grey feat. D-Vent |

### Als Gastmusiker
| Jahr | Titel Album      | Höchstplatzierung, Gesamtwochen, AuszeichnungChartplatzierungen (Jahr, Titel, Album, Platzierungen, Wochen, Auszeichnungen, Anmerkungen) | Höchstplatzierung, Gesamtwochen, AuszeichnungChartplatzierungen (Jahr, Titel, Album, Platzierungen, Wochen, Auszeichnungen, Anmerkungen) | Höchstplatzierung, Gesamtwochen, AuszeichnungChartplatzierungen (Jahr, Titel, Album, Platzierungen, Wochen, Auszeichnungen, Anmerkungen) | Höchstplatzierung, Gesamtwochen, AuszeichnungChartplatzierungen (Jahr, Titel, Album, Platzierungen, Wochen, Auszeichnungen, Anmerkungen) | Anmerkungen                                                              |
| Jahr | Titel Album      | DE | AT | CH | UK | Anmerkungen                                                              |
| ---- | ---------------- | --- | --- | --- | --- | ------------------------------------------------------------------------ |
| 2002 | Reach Out –      | DE27 (7 Wo.)DE | — | — | — | Erstveröffentlichung: 30. September 2002 als Teil von Dance United       |
| 2022 | I Have a Dream – | — | — | — | — | Erstveröffentlichung: 10. Juni 2022 Holmes&Watson feat. Amfree & DJ Shog |
| 2022 | Atlantis –       | — | — | — | — | Erstveröffentlichung: 4. November 2022 Amfree feat. Greyma & DJ Shog     |

## Musikvideos
| Jahr | Titel                              | Regie            |
| ---- | ---------------------------------- | ---------------- |
| 2001 | This Is My Sound                   |                  |
| 2002 | The 2nd Dimension                  |                  |
| 2002 | Reach Out                          |                  |
| 2003 | Another World                      | Frederico Dreves |
| 2005 | Running Water                      |                  |
| 2010 | I Finally Found                    |                  |
| 2011 | ComeBack                           |                  |
| 2012 | Annual Dreams                      |                  |
| 2013 | Another World (10 Years)           |                  |
| 2013 | Running Water (10 Years)           |                  |
| 2014 | DNA                                |                  |
| 2014 | Wonderful World (Glockenspiel) DDA |                  |
| 2015 | Fly DDA                            |                  |
| 2016 | Freak Out DDA                      |                  |
| 2016 | When I Listen to Music Again DDA   |                  |
| 2016 | Beautiful Colors DDA               |                  |

## Autorenbeteiligungen und Produktionen
DJ Shog als Autor (A) und Produzent (P) in den Charts

| Jahr | Titel Interpretation                                | Höchstplatzierung, Gesamtwochen, AuszeichnungChartplatzierungen (Jahr, Titel, Interpretation, Platzierungen, Wochen, Auszeichnungen, Anmerkungen) | Höchstplatzierung, Gesamtwochen, AuszeichnungChartplatzierungen (Jahr, Titel, Interpretation, Platzierungen, Wochen, Auszeichnungen, Anmerkungen) | Höchstplatzierung, Gesamtwochen, AuszeichnungChartplatzierungen (Jahr, Titel, Interpretation, Platzierungen, Wochen, Auszeichnungen, Anmerkungen) | Höchstplatzierung, Gesamtwochen, AuszeichnungChartplatzierungen (Jahr, Titel, Interpretation, Platzierungen, Wochen, Auszeichnungen, Anmerkungen) | Anmerkungen                                                                        |
| Jahr | Titel Interpretation                                | DE | AT | CH | UK | Anmerkungen                                                                        |
| ---- | --------------------------------------------------- | --- | --- | --- | --- | ---------------------------------------------------------------------------------- |
| 2002 | Summer Sound System A, P Nature One Inc.            | DE57 (3 Wo.)DE | — | — | — | Erstveröffentlichung: 2002                                                         |
| 2003 | Alive & Kickin’ A, P Nature One Inc.                | DE71 (5 Wo.)DE | — | — | — | Erstveröffentlichung: 20. Mai 2003                                                 |
| 2009 | Superstar P David May feat. Moises Modesto          | DE54 (9 Wo.)DE | AT20 (4 Wo.)AT | — | — | Erstveröffentlichung: 17. Februar 2009 Original: The Verve – Bitter Sweet Symphony |
| 2009 | I’ll Be Watching You P David May feat. Kelvin Scott | DE63 (3 Wo.)DE | AT38 (3 Wo.)AT | — | — | Erstveröffentlichung: 28. August 2009 Original: The Police – Every Breath You Take |

## Promoveröffentlichung
| Jahr | Titel Album                              | Anmerkungen                                                                            |
| ---- | ---------------------------------------- | -------------------------------------------------------------------------------------- |
| 2000 | Concentration / What You Want –          | Erstveröffentlichung: 2000 mit Matthias Gehrmann als Parashog                          |
| 2007 | Tell Me Why / Get Out (Of My Way) 2Faces | Erstveröffentlichung: Juni 2007                                                        |
| 2018 | Big One –                                | Erstveröffentlichung: 2018 mit Stefan Brünig als Crzy & Stephen Oaks feat. Nicki Minaj |

| Jahr | Titel Album                                                                        | Anmerkungen                                                               |
| ---- | ---------------------------------------------------------------------------------- | ------------------------------------------------------------------------- |
| 2006 | Memento / Scream Dolphin’s Dream • Dream Dance, Volume 41 / Dream Dance, Volume 39 | Erstveröffentlichung: 18. Oktober 2006 Dream Dance Alliance / Mindhunters |

## Sonderveröffentlichungen

### Alben
| Jahr | Titel Musiklabel                                     | Anmerkungen                                                   |
| ---- | ---------------------------------------------------- | ------------------------------------------------------------- |
| 2006 | My Sound – Album EP Part 1 Logport Recordings (LOG)  | Erstveröffentlichung: 13. Januar 2006 Teilauszug von My Sound |
| 2006 | My Sound – Album EP Part 2 Logport Recordings (LOG)  | Erstveröffentlichung: 13. Januar 2006 Teilauszug von My Sound |
| 2007 | 2Faces – Album EP Part 1 Snice Recordings (Sony BMG) | Erstveröffentlichung: 20. Juli 2007 Teilauszug von 2Faces     |
| 2007 | 2Faces – Album EP Part 2 Snice Recordings (Sony BMG) | Erstveröffentlichung: 20. Juli 2007 Teilauszug von 2Faces     |

### Lieder
| Jahr | Titel Album                                      | Anmerkungen                                                    |
| ---- | ------------------------------------------------ | -------------------------------------------------------------- |
| 2019 | Friedenshymne (Love Message) So geil! (Die 90er) | Erstveröffentlichung: 5. Juli 2019 DJ Pierre feat. Sonnenallee |

| Jahr | Titel Interpretation                                                      | Anmerkungen                                                                                 |
| ---- | ------------------------------------------------------------------------- | ------------------------------------------------------------------------------------------- |
| 2002 | Sunlight DJ Sammy                                                         | Erstveröffentlichung: 9. Juni 2002                                                          |
| 2002 | Alone Lasgo                                                               | Erstveröffentlichung: 12. August 2002                                                       |
| 2002 | Rainbowland Adrima                                                        | Erstveröffentlichung: 6. November 2002                                                      |
| 2002 | Reason Ray Knox                                                           | Erstveröffentlichung: 18. November 2002                                                     |
| 2003 | Desire Chemistry                                                          | Erstveröffentlichung: 4. November 2003                                                      |
| 2003 | Some Years Ago DJs@Work                                                   | Erstveröffentlichung: 11. Dezember 2003                                                     |
| 2004 | Depend on You Ayumi Hamasaki                                              | Erstveröffentlichung: 5. Februar 2004                                                       |
| 2004 | U Got 2 Let the Music Cappella                                            | Erstveröffentlichung: 13. September 2004                                                    |
| 2004 | Love or Die Blue Nature                                                   | Erstveröffentlichung: 27. September 2004                                                    |
| 2004 | Satisfied My Love CJ Stone                                                | Erstveröffentlichung: 22. November 2004                                                     |
| 2005 | Greece 2000 Three Drives                                                  | Erstveröffentlichung: 14. Januar 2005                                                       |
| 2005 | All That I Feel DJ Tatana feat. Pee                                       | Erstveröffentlichung: Juni 2005                                                             |
| 2005 | Sternenweg 5 Kindervater                                                  | Erstveröffentlichung: 19. September 2005                                                    |
| 2005 | Dance with a Devil Filo & Peri                                            | Erstveröffentlichung: 12. Oktober 2005                                                      |
| 2005 | Pictures of You Angelina                                                  | Erstveröffentlichung: 17. Oktober 2005                                                      |
| 2005 | Dark Side of the Moon Ernesto vs. Bastian                                 | Erstveröffentlichung: 11. November 2005                                                     |
| 2006 | Dream Makers Kuffdam & Plant                                              | Erstveröffentlichung: 7. April 2006                                                         |
| 2006 | Silent Tears Beam feat. Michelle Aragon                                   | Erstveröffentlichung: 7. Juni 2006                                                          |
| 2006 | Feel Pedro del Mar                                                        | Erstveröffentlichung: 1. September 2006                                                     |
| 2007 | Komodo Comiccon                                                           | Erstveröffentlichung: 30. April 2007                                                        |
| 2007 | Luvstruck Comiccon                                                        | Erstveröffentlichung: 23. November 2007                                                     |
| 2007 | Stonecold Bossanova                                                       | Erstveröffentlichung: 10. Dezember 2007                                                     |
| 2008 | Unchained Melody 2008 Ernesto vs. Bastian                                 | Erstveröffentlichung: 11. Februar 2008                                                      |
| 2008 | Get Ready to Bounce Recall 08 Brooklyn Bounce                             | Erstveröffentlichung: 29. April 2008                                                        |
| 2008 | Believe Chris da House vs. DJ Sledge Hammer                               | Erstveröffentlichung: 4. Juli 2008                                                          |
| 2008 | Ready to Flow 2008 Mike Nero                                              | Erstveröffentlichung: 18. Juli 2008                                                         |
| 2008 | Tears Don’t Lie DJ Benjamin Zane                                          | Erstveröffentlichung: 3. November 2008                                                      |
| 2009 | Take Control DJ Shandar & Tube Tonic                                      | Erstveröffentlichung: 9. Januar 2009                                                        |
| 2009 | Worlds Collide Bootleggerz                                                | Erstveröffentlichung: 1. März 2009                                                          |
| 2009 | Apologize Kimera                                                          | Erstveröffentlichung: 16. März 2009                                                         |
| 2009 | X-Files 2009 Mike Nero                                                    | Erstveröffentlichung: 15. Mai 2009                                                          |
| 2009 | Finally Ajay feat. Anita Davis                                            | Erstveröffentlichung: 20. Juni 2009                                                         |
| 2009 | Children of Paradise 2k9 Andy Jay Powell                                  | Erstveröffentlichung: 10. Juli 2009                                                         |
| 2011 | Without Your Love Thomas Petersen vs. Mega ’Lo Mania feat. Franca Morgano | Erstveröffentlichung: 8. Juli 2011                                                          |
| 2011 | Break the Silence Mike Nero                                               | Erstveröffentlichung: 7. Oktober 2011                                                       |
| 2012 | She’s Mine Kaemon                                                         | Erstveröffentlichung: 6. Januar 2012                                                        |
| 2014 | Be.Angeled 2014 Jam & Spoon feat. Rea                                     | Erstveröffentlichung: 14. Juli 2014                                                         |
| 2015 | Your Love 2015 Topmodelz                                                  | Erstveröffentlichung: 9. Januar 2015                                                        |
| 2015 | Sunny Boney M.                                                            | Erstveröffentlichung: 27. März 2015                                                         |
| 2015 | Back to Love Dave Cansis & Tube Tonic                                     | Erstveröffentlichung: 2. Oktober 2015                                                       |
| 2015 | Summertime Girl Sean Finn                                                 | Erstveröffentlichung: 2. Oktober 2015                                                       |
| 2015 | Welcome to My World Thomas Petersen feat. Ina Morgan                      | Erstveröffentlichung: 2. Oktober 2015                                                       |
| 2016 | In all deinen Farben Wolkenfrei                                           | Erstveröffentlichung: 7. Januar 2016 als Jonny Nevs                                         |
| 2016 | Stupid Girl Madeline Juno                                                 | Erstveröffentlichung: 12. Februar 2016 als Sway Grey                                        |
| 2016 | Ice Ice Baby Big Daddi & Andrew Spencer                                   | Erstveröffentlichung: 29. April 2016 mit Frank Fritze & Björn Ole Pörksen als Riva Elegance |
| 2016 | Heaven Crope                                                              | Erstveröffentlichung: 21. Dezember 2016 als Riva Elegance                                   |
| 2017 | Here We Are Morris Jones                                                  | Erstveröffentlichung: 6. Januar 2017                                                        |
| 2017 | Without You Clubface                                                      | Erstveröffentlichung: 2. Juni 2017 als Riva Elegance                                        |
| 2017 | Melt to the Ocean Cosmic Gate                                             | Erstveröffentlichung: 30. Juni 2017                                                         |
| 2017 | Hurricane Christian Caldeira                                              | Erstveröffentlichung: 30. Juni 2017                                                         |
| 2017 | Der Verfall Vogelfrei                                                     | Erstveröffentlichung: 3. November 2017 mit Andreas Beiderwieden als We Do Voodoo            |
| 2018 | Yesterday York                                                            | Erstveröffentlichung: 5. Januar 2018                                                        |
| 2018 | One Bass Drum Jay Frog                                                    | Erstveröffentlichung: 1. April 2018                                                         |
| 2019 | Secret Cèline Chant & Hoxtones                                            | Erstveröffentlichung: 31. Mai 2019 mit Achim Hox als Purple Cafe                            |
| 2019 | Are Am Eye? Commander Tom                                                 | Erstveröffentlichung: 4. Oktober 2019 als We Do Voodoo                                      |
| 2022 | I Love You Jens Jordan                                                    | Erstveröffentlichung: 15. Juli 2022                                                         |
| 2022 | All About You Danny Fervent                                               | Erstveröffentlichung: 22. Juli 2022                                                         |

| Jahr | Titel Album                                                | Anmerkungen                                                                                                |
| ---- | ---------------------------------------------------------- | --- |
| 2005 | Eat Dis Dream Dance, Volume 35                             | Erstveröffentlichung: 22. April 2005 mit Torsten Stenzel als Mindhunters                                   |
| 2006 | Ayer’s Rock Dream Dance, Volume 38                         | Erstveröffentlichung: 13. Januar 2006                                                                      |
| 2006 | Butterfly Dream Dance, Volume 39                           | Erstveröffentlichung: 13. April 2006                                                                       |
| 2006 | Scream Dream Dance, Volume 39                              | Erstveröffentlichung: 13. April 2006 als Mindhunters                                                       |
| 2006 | In10city Dream Dance, Volume 40                            | Erstveröffentlichung: 14. Juli 2006                                                                        |
| 2006 | Memento Dream Dance, Volume 41                             | Erstveröffentlichung: 13. Oktober 2006                                                                     |
| 2007 | Rock It! Dream Dance, Volume 42                            | Erstveröffentlichung: 12. Januar 2007 mit Ramon Zenker als Stereo Rockers                                  |
| 2007 | Shinobi Dream Dance, Volume 43                             | Erstveröffentlichung: 13. April 2007                                                                       |
| 2007 | Sleepwalking Dream Dance, Volume 43                        | Erstveröffentlichung: 13. April 2007 mit Torsten Stenzel als Mandala Bros.                                 |
| 2007 | A Day at the Beach Dream Dance, Volume 44                  | Erstveröffentlichung: 13. Juli 2007                                                                        |
| 2007 | Euphorica Dream Dance, Volume 45                           | Erstveröffentlichung: 12. Oktober 2007                                                                     |
| 2008 | Fallin Dream Dance, Volume 46                              | Erstveröffentlichung: 4. Januar 2008 als Mandala Bros.                                                     |
| 2008 | Remember Dream Dance, Volume 46                            | Erstveröffentlichung: 4. Januar 2008                                                                       |
| 2008 | Spring Forward and Fall Behind Dream Dance, Volume 47      | Erstveröffentlichung: 11. April 2008                                                                       |
| 2008 | Mental Thing Dream Dance, Volume 48                        | Erstveröffentlichung: 11. Juli 2008 mit Slobodan Petrovic Jr. als Driver & Face                            |
| 2008 | Summer Dreams Dream Dance, Volume 48                       | Erstveröffentlichung: 11. Juli 2008                                                                        |
| 2008 | Overnight Dream Dance, Volume 49                           | Erstveröffentlichung: 10. Oktober 2008                                                                     |
| 2008 | The Beauty Dream Dance, Volume 49                          | Erstveröffentlichung: 10. Oktober 2008 mit Torsten Stenzel als Jolly Harbour                               |
| 2009 | When I Listen to Music Dream Dance, Volume 50              | Erstveröffentlichung: 9. Januar 2009                                                                       |
| 2009 | Time Out Dream Dance, Volume 51                            | Erstveröffentlichung: 10. April 2009                                                                       |
| 2009 | Never Alone Dream Dance, Volume 52                         | Erstveröffentlichung: 10. Juli 2009                                                                        |
| 2009 | Amazing Dream Dance, Volume 53                             | Erstveröffentlichung: 9. Oktober 2009 als Mandala Bros.                                                    |
| 2009 | Danced into the Moonlight Dream Dance, Volume 53           | Erstveröffentlichung: 9. Oktober 2009                                                                      |
| 2009 | Love & Peace Dream Dance, Volume 53                        | Erstveröffentlichung: 9. Oktober 2009 als Driver & Face                                                    |
| 2009 | So Pure Dream Dance, Volume 53                             | Erstveröffentlichung: 9. Oktober 2009 mit Slobodan Petrovic Jr. als Club Sounds Crew                       |
| 2010 | Eiskalt Dream Dance, Volume 54                             | Erstveröffentlichung: 8. Januar 2010                                                                       |
| 2010 | Was It the Sunlight Dream Dance, Volume 54                 | Erstveröffentlichung: 8. Januar 2010 als Mandala Bros.                                                     |
| 2010 | Live for the Moment Dream Dance, Volume 55                 | Erstveröffentlichung: 9. April 2010                                                                        |
| 2010 | Tonight Dream Dance, Volume 55                             | Erstveröffentlichung: 9. April 2010 mit Claus Terhoeven als Chris Campell                                  |
| 2010 | Fly Away Dream Dance, Volume 56                            | Erstveröffentlichung: 9. Juli 2010                                                                         |
| 2010 | Ivory Dream Dance, Volume 56                               | Erstveröffentlichung: 9. Juli 2010 mit Michael-Lee Bock & Nils Karsten als Golden Coast                    |
| 2010 | Turn Around Dream Dance, Volume 56                         | Erstveröffentlichung: 9. Juli 2010 mit Philipp Franecki & Achim Hox als George Fate                        |
| 2010 | Farben Dream Dance, Volume 57                              | Erstveröffentlichung: 1. Oktober 2010 mit Jürgen Frosch als Colina                                         |
| 2010 | I Believe Dream Dance, Volume 57                           | Erstveröffentlichung: 1. Oktober 2010 als Golden Coast                                                     |
| 2010 | These Walls Dream Dance, Volume 57                         | Erstveröffentlichung: 1. Oktober 2010                                                                      |
| 2011 | Snowflakes Dream Dance, Volume 58                          | Erstveröffentlichung: 7. Januar 2011                                                                       |
| 2011 | Listen! Dream Dance, Volume 59                             | Erstveröffentlichung: 8. April 2011                                                                        |
| 2011 | Moving On Dream Dance, Volume 60                           | Erstveröffentlichung: 8. Juli 2011                                                                         |
| 2011 | Return to India Dream Dance, Volume 60                     | Erstveröffentlichung: 8. Juli 2011 als Mandala Bros.                                                       |
| 2011 | Gold Dream Dance, Volume 61                                | Erstveröffentlichung: 7. Oktober 2011                                                                      |
| 2011 | La loca (Steve Brian Remix Edit) Dream Dance, Volume 61    | Erstveröffentlichung: 7. Oktober 2011 mit Woods als Edge                                                   |
| 2011 | Leuchtturm Dream Dance, Volume 61                          | Erstveröffentlichung: 7. Oktober 2011 mit Hanno Lohse, Dietmar Pollmann & Kristian Sandberg als Leuchtturm |
| 2012 | Du & ich Dream Dance, Volume 62                            | Erstveröffentlichung: 6. Januar 2012 als Colina                                                            |
| 2012 | Frozen Dream Dance, Volume 62                              | Erstveröffentlichung: 6. Januar 2012                                                                       |
| 2012 | When the Night Is Young Dream Dance, Volume 62             | Erstveröffentlichung: 6. Januar 2012 mit Frank Fritze & Björn Ole Pörksen als Riva Elegance                |
| 2012 | Fresh Breeze Dream Dance, Volume 63                        | Erstveröffentlichung: 6. April 2012                                                                        |
| 2012 | Klippensprung Dream Dance, Volume 63                       | Erstveröffentlichung: 6. April 2012 als Leuchtturm feat. Kristian Sandberg                                 |
| 2012 | Free Falling Dream Dance, Volume 64                        | Erstveröffentlichung: 6. Juli 2012                                                                         |
| 2012 | Understand Dream Dance, Volume 64                          | Erstveröffentlichung: 6. Juli 2012 als Mandala Bros.                                                       |
| 2012 | Killer Love Dream Dance, Volume 65                         | Erstveröffentlichung: 5. Oktober 2012 mit Sascha Mülder als 2G                                             |
| 2012 | September Wind Dream Dance, Volume 65                      | Erstveröffentlichung: 5. Oktober 2012                                                                      |
| 2013 | Deep Ocean Dream Dance, Volume 66                          | Erstveröffentlichung: 4. Januar 2013                                                                       |
| 2013 | L.O.V.E. Dream Dance, Volume 66                            | Erstveröffentlichung: 4. Januar 2013 mit Dennis Horstmann als Desh                                         |
| 2013 | Lichtreise Dream Dance, Volume 66                          | Erstveröffentlichung: 4. Januar 2013 als Leuchtturm feat. Kristian Sandberg                                |
| 2013 | Electricity Dream Dance, Volume 67                         | Erstveröffentlichung: 5. April 2013                                                                        |
| 2013 | Fireflight Dream Dance, Volume 67                          | Erstveröffentlichung: 5. April 2013 vs. Aboutblank & KLC                                                   |
| 2013 | Hello Dream Dance, Volume 67                               | Erstveröffentlichung: 5. April 2013 als Colina feat. Tommy Clint                                           |
| 2013 | Superstar Dream Dance, Volume 67                           | Erstveröffentlichung: 5. April 2013 als Desh                                                               |
| 2013 | The First Rebirth Dream Dance, Volume 67                   | Erstveröffentlichung: 5. April 2013 mit Tommaso de Donatis & Frank Eikam als Trigoya                       |
| 2013 | Amen Dream Dance, Volume 68                                | Erstveröffentlichung: 5. Juli 2013 als Mandala Bros.                                                       |
| 2013 | Diving Dream Dance, Volume 68                              | Erstveröffentlichung: 5. Juli 2013                                                                         |
| 2013 | Good Times Dream Dance, Volume 68                          | Erstveröffentlichung: 5. Juli 2013 mit Oliver Kreuzwieser als Nevs & Tyrell                                |
| 2013 | The Beauty Dream Dance, Volume 68                          | Erstveröffentlichung: 5. Juli 2013 vs. CJ Stone                                                            |
| 2013 | Just Take It Dream Dance, Volume 69                        | Erstveröffentlichung: 4. Oktober 2013 mit Steven Bashir & Roman Lüth als Rush Hour                         |
| 2013 | Typhoon Dream Dance, Volume 69                             | Erstveröffentlichung: 4. Oktober 2013                                                                      |
| 2014 | Love Dream Dance, Volume 70                                | Erstveröffentlichung: 3. Januar 2014                                                                       |
| 2014 | Rock the Night Dream Dance, Volume 70                      | Erstveröffentlichung: 3. Januar 2014 als Desh                                                              |
| 2014 | Anywhere (Luvstruck 2014) Dream Dance, Volume 71           | Erstveröffentlichung: 4. April 2014 Original: Southside Spinners                                           |
| 2014 | DNA Dream Dance, Volume 71                                 | Erstveröffentlichung: 4. April 2014                                                                        |
| 2014 | If I Got Lost Dream Dance, Volume 71                       | Erstveröffentlichung: 4. April 2014 als Desh                                                               |
| 2014 | God Is a DJ Dream Dance, Volume 72                         | Erstveröffentlichung: 4. Juli 2014 Original: Faithless                                                     |
| 2014 | Forever Dream Dance, Volume 73                             | Erstveröffentlichung: 3. Oktober 2014                                                                      |
| 2014 | Hide & Seek (Children 2014) Dream Dance, Volume 73         | Erstveröffentlichung: 3. Oktober 2014 Original: Robert Miles                                               |
| 2015 | Wonderful World Dream Dance, Volume 74                     | Erstveröffentlichung: 9. Januar 2015 Original: Schiller – Das Glockenspiel                                 |
| 2015 | Secrets Dream Dance, Volume 75                             | Erstveröffentlichung: 10. April 2015 Original: Absolom                                                     |
| 2015 | Son of California Dream Dance, Volume 75                   | Erstveröffentlichung: 10. April 2015 mit Adam van Garrel                                                   |
| 2015 | Home Dream Dance, Volume 76                                | Erstveröffentlichung: 3. Juli 2015 feat. Far Away                                                          |
| 2015 | JFK Dream Dance, Volume 76                                 | Erstveröffentlichung: 3. Juli 2015 mit Rolf Ellmer als Tiefenrau5ch                                        |
| 2015 | Summer Nights Dream Dance, Volume 76                       | Erstveröffentlichung: 3. Juli 2015                                                                         |
| 2015 | Breath Again Dream Dance, Volume 77                        | Erstveröffentlichung: 2. Oktober 2015 feat. Harry Brooks                                                   |
| 2015 | Fly Dream Dance, Volume 77                                 | Erstveröffentlichung: 2. Oktober 2015                                                                      |
| 2016 | Air Lounge Dream Dance, Volume 78                          | Erstveröffentlichung: 8. Januar 2016 mit Andreas Beiderwieden als Jason Mayhem                             |
| 2016 | Freak Out Dream Dance, Volume 78                           | Erstveröffentlichung: 8. Januar 2016                                                                       |
| 2016 | Where Did You Go Dream Dance, Volume 78                    | Erstveröffentlichung: 8. Januar 2016 feat. Jenson                                                          |
| 2016 | World Wide Wait Dream Dance, Volume 78                     | Erstveröffentlichung: 8. Januar 2016 mit Andreas Beiderwieden als Besh                                     |
| 2016 | Catch Dream Dance, Volume 79                               | Erstveröffentlichung: 1. April 2016 feat. Eric Lumiere                                                     |
| 2016 | Shadows Dream Dance, Volume 79                             | Erstveröffentlichung: 1. April 2016 mit Andreas Beiderwieden als Rees van Sand                             |
| 2016 | Sky Lounge Dream Dance, Volume 79                          | Erstveröffentlichung: 1. April 2016 als Jason Mayhem                                                       |
| 2016 | Mary’s Prayer Dream Dance, Volume 80                       | Erstveröffentlichung: 8. Juni 2016 als Rees van Sand                                                       |
| 2016 | Beautiful Colors Dream Dance, Volume 81                    | Erstveröffentlichung: 7. Oktober 2016                                                                      |
| 2017 | Breathe the Love Dream Dance, Volume 82                    | Erstveröffentlichung: 6. Januar 2017 als Besh                                                              |
| 2017 | Croatia Dream Dance, Volume 82                             | Erstveröffentlichung: 6. Januar 2017 mit Stefan Brünig als S&S                                             |
| 2017 | Love on the Rocks Dream Dance, Volume 82                   | Erstveröffentlichung: 6. Januar 2017 mit Torsten Stenzel als Mann & Meer                                   |
| 2017 | Full Control Dream Dance, Volume 83                        | Erstveröffentlichung: 30. Juni 2017                                                                        |
| 2017 | Like I Do Dream Dance, Volume 83                           | Erstveröffentlichung: 30. Juni 2017                                                                        |
| 2017 | Magwala Dream Dance, Volume 83                             | Erstveröffentlichung: 30. Juni 2017 S&S                                                                    |
| 2018 | Go Back Dream Dance, Volume 84                             | Erstveröffentlichung: 5. Januar 2018 als S&S                                                               |
| 2018 | Little Flowers Dream Dance, Volume 84                      | Erstveröffentlichung: 5. Januar 2018 mit Stefan Brünig als Crzy                                            |
| 2018 | Moments in Love Dream Dance, Volume 85                     | Erstveröffentlichung: 29. Juni 2018 als S&S                                                                |
| 2019 | I Need Your Love Tonight Dream Dance, Volume 86            | Erstveröffentlichung: 4. Januar 2019 als S&S                                                               |
| 2019 | Talk to Me Dream Dance, Volume 86                          | Erstveröffentlichung: 4. Januar 2019 mit Stefan Brünig als She + Me                                        |
| 2019 | You Gotta Say Yes to Another Excess Dream Dance, Volume 86 | Erstveröffentlichung: 4. Januar 2019 mit Andreas Beiderwieden als We Do Voodoo                             |
| 2019 | In My Mind Dream Dance, Volume 87                          | Erstveröffentlichung: 5. Juli 2019 als Rees van Sand                                                       |
| 2019 | Loops & Tings Dream Dance, Volume 87                       | Erstveröffentlichung: 5. Juli 2019 als We Do Voodoo                                                        |
| 2020 | Save Me from Myself Dream Dance, Volume 88                 | Erstveröffentlichung: 10. Januar 2020                                                                      |
| 2020 | Moonstruck Dream Dance, Volume 89                          | Erstveröffentlichung: 3. Juli 2020 als Jason Mayhem                                                        |
| 2020 | Under the Moonlight Dream Dance, Volume 89                 | Erstveröffentlichung: 3. Juli 2020                                                                         |
| 2021 | Legacy Dream Dance, Volume 90                              | Erstveröffentlichung: 8. Januar 2021                                                                       |
| 2021 | Let It Burn Dream Dance, Volume 90                         | Erstveröffentlichung: 8. Januar 2021 als Jason Mayhem                                                      |
| 2021 | Losing Myself Dream Dance, Volume 91                       | Erstveröffentlichung: 2. Juli 2021 als Jason Mayhem                                                        |
| 2021 | India Dream Dance, Volume 91                               | Erstveröffentlichung: 2. Juli 2021 mit Florian Malewski als Greyma                                         |
| 2021 | Love Dream Dance, Volume 91                                | Erstveröffentlichung: 2. Juli 2021 als Besh                                                                |
| 2021 | Music Is My Therapy Dream Dance, Volume 91                 | Erstveröffentlichung: 2. Juli 2021                                                                         |
| 2022 | City Lights Dream Dance, Volume 92                         | Erstveröffentlichung: 7. Januar 2022 als Rees van Sand                                                     |
| 2022 | Hypnotized Dream Dance, Volume 92                          | Erstveröffentlichung: 7. Januar 2022                                                                       |
| 2022 | Japan Dream Dance, Volume 92                               | Erstveröffentlichung: 7. Januar 2022 als Greyma                                                            |
| 2022 | Opus Dream Dance, Volume 92                                | Erstveröffentlichung: 7. Januar 2022 als Jason Mayhem & Besh                                               |
| 2022 | Chasing Stars Dream Dance, Volume 93                       | Erstveröffentlichung: 22. Juli 2022                                                                        |

### Videoalben
| Jahr | Titel Musiklabel                            | Anmerkungen                                                                               |
| ---- | ------------------------------------------- | ----------------------------------------------------------------------------------------- |
| 2009 | Dolphin’s Dream – DVD DDA Sony Music (Sony) | Erstveröffentlichung: 9. Januar 2009 Bonus-DVD; Teil von Dolphin’s Dream (Deluxe Edition) |

## Statistik

### Chartauswertung
Die folgenden Statistiken bieten eine Übersicht der Charterfolge von DJ Shog in den Album- und Singlecharts. Es ist zu beachten, dass bei den Singlecharts nur Interpretationen und keine Autorenbeteiligungen berücksichtigt wurden.
|                     | DE    | AT    | CH    | UK    |
| ------------------- | ----- | ----- | ----- | ----- |
| Nummer-eins-Alben   | DE—DE | AT—AT | CH—CH | UK—UK |
| Top-10-Alben        | DE—DE | AT—AT | CH—CH | UK—UK |
| Alben in den Charts | DE3DE | AT—AT | CH—CH | UK—UK |

|                       | DE     | AT    | CH    | UK    |
| --------------------- | ------ | ----- | ----- | ----- |
| Nummer-eins-Singles   | DE—DE  | AT—AT | CH—CH | UK—UK |
| Top-10-Singles        | DE—DE  | AT—AT | CH—CH | UK—UK |
| Singles in den Charts | DE10DE | AT—AT | CH—CH | UK1UK |